# ألان باتس (مصارع رياضي)
ألان باتس (بالإنجليزية: Alan Butts)‏ هو مصارع رياضي بريطاني، ولد في 11 أبريل 1940 في برمنغهام في المملكة المتحدة.

## وصلات خارجية
- ألان باتس على موقع أوليمبيديا (الإنجليزية)